# Cis hirtellus
Cis hirtellus là một loài bọ cánh cứng trong họ Ciidae. Loài này được Jacquelin Du Val miêu tả khoa học năm 1857.